# Liste des sous-espèces de la Sittelle torchepot
La liste des sous-espèces de la Sittelle torchepot compte un nombre variable de taxons selon les auteurs, mais au moins quinze et jusqu'à plus de vingt sont reconnues. Ces sous-espèces sont généralement réparties en trois groupes, S. e. caesia, d'Europe, d'Afrique du Nord et du Moyen-Orient, S. e. europaea, de Scandinavie, de Russie, du Japon et du Nord de la Chine et S. e. sinensis, du Sud et de l'Est de la Chine et de Taïwan. Ces groupes auraient pu être isolés les uns des autres jusqu'à récemment, mais des oiseaux d'apparences intermédiaires se rencontrent aux zones de chevauchement. Les descriptions du plumage données dans les tableaux ci-après concernent le mâle ; la femelle est généralement légèrement plus terne, avec le trait oculaire teinté de brun et des parties inférieures plus pâles.
Le découpage donné ci-après suit la classification du Congrès ornithologique international dans sa version 6.4 (2016), identique à la version en ligne de Handbook of the Birds of the World (HBW, 2017), comptant 21 sous-espèces. L'opinion de Simon Harrap dans sa monographie Tits, Nuthatches and Treecreepers de 1996 est également précisée, à l'exception de la Sittelle de Sibérie qui n'est pas mentionnée, HBW traitant ce taxon comme une espèce à part entière : S. arctica Buturlin, 1907. Cette sittelle du Nord-Est de la Sibérie a un trait oculaire plus fin et plus court qu'aucune autre sous-espèce de la Sittelle torchepot, a un bec long au culmen droit, et les parties inférieures très blanches. Le brun du croupion s'étend plus loin sur les flancs ; la griffe arrière est aussi longue que le doigt la portant.

## GroupeS. e. caesia
Le groupe S. e. caesia peuple la majeure partie de l'Europe, ainsi que l'Afrique du Nord et le Moyen-Orient. Les sous-espèces de ce groupe ont la poitrine chamoisée et la gorge blanche.
| Sous-espèces du groupe S. e. caesia      | Sous-espèces du groupe S. e. caesia | Sous-espèces du groupe S. e. caesia | Sous-espèces du groupe S. e. caesia | Sous-espèces du groupe S. e. caesia |
| Nom scientifique                         | Répartition | Description | Selon Simon Harrap (1996)           |                                     |
| ---------------------------------------- | --- | --- | ----------------------------------- | ----------------------------------- |
| S. e. caesia Wolf, 1810                  | Majeure partie de l'Europe de l'Ouest, depuis le Nord de l'Espagne, les Alpes, la Grèce et l'Ouest de la Turquie, au nord jusqu'au Danemark et à l'est jusqu'à l'Ouest de la Pologne, la Roumanie et la Bulgarie. | Parties supérieures bleu-gris, trait oculaire noir, gorge blanche. Parties inférieures chamois-orange, devenant rouge brique sur le bas ventre et sur les flancs. Taches blanches sur les sous-caudales. | Valide                              |                                     |
| S. e. hispaniensis Witherby, 1913        | Centre et Sud de l'Espagne, Portugal et Nord du Maroc. | Comme S. e. caesia, mais les parties inférieures sont plus pâles. | Valide                              |                                     |
| S. e. cisalpina Sachtleben, 1919         | Extrême Sud de la Suisse, Italie dont la Sicile, Sud de la Croatie et Sud-Ouest du Monténégro. | Comme S. e. caesia, mais les parties inférieures sont plus claires et davantage teintées d'orange, le bec est plus court et plus pointu.                                                                 | Valide                              |                                     |
| S. e. levantina Hartert, 1905            | Sud de la Turquie. | Comme S. e. hispaniensis, mais les parties inférieures sont plus roses et moins chamois, les flancs sont pâles et les parties supérieures d'un gris légèrement plus pâle.                                | Valide                              |                                     |
| S. e. persica Witherby, 1903             | Sud-Est de la Turquie, Nord de l'Irak et Ouest de l'Iran. | Petite, partie supérieures gris pâle, front et sourcil blancs, parties inférieures crème, bec court et fin.                                                                                              | Valide                              |                                     |
| S. e. caucasica Reichenow, 1901          | Nord-Est de la Turquie, Sud-Ouest de la Russie, Géorgie, Arménie et Azerbaïdjan. | Petite, partie supérieures gris sombre, front souvent blanchâtre, parties inférieures chamois-orange et claires.                                                                                         | Valide                              |                                     |
| S. e. rubiginosa Tschusi & Zarudny, 1905 | Transcaucasie et Nord de l'Iran. | Comme S. e. caucasica, mais parties supérieures plus sombres, parties inférieures plus pâles, et généralement sans le front blanc.                                                                       | Valide                              |                                     |

## GroupeS. e. europaea
Le groupe S. e. europaea vit en Scandinavie et à travers la Russie jusqu'au Japon et le Nord de la Chine. Les sous-espèces de ce groupe ont une poitrine blanche.
| Sous-espèces du groupe S. e. europaea | Sous-espèces du groupe S. e. europaea | Sous-espèces du groupe S. e. europaea | Sous-espèces du groupe S. e. europaea | Sous-espèces du groupe S. e. europaea |
| Nom scientifique                      | Répartition | Description | Selon Simon Harrap (1996)             |                                       |
| ------------------------------------- | --- | --- | ------------------------------------- | ------------------------------------- |
| S. e. europaea Linnaeus, 1758         | Sud de la Scandinavie et îles de la mer Baltique, Ouest de la Russie, Est de la Pologne, Roumanie et Bulgarie, Nord-Ouest de la Turquie et Ukraine. | Sous-espèce type. Parties supérieures gris-bleu, trait oculaire noir. Gorge et parties inférieures presque blanches ou crème et le bas ventre et les flancs sont couleur rouille. | Valide                                |                                       |
| S. e. asiatica Gould, 1837            | Centre de la Russie, à l'ouest jusqu'au lac Baïkal, Nord du Kazakhstan et Ouest de la Mongolie.                                                     | Comme S. e. europaea, mais plus petite. Bec plus court et plus pointu, front et sourcils blancs.                                                                                  | Valide                                |                                       |
| S. e. baicalensis Taczanowski, 1882   | Sibérie, depuis l'Est du lac Baïkal, Mongolie centrale et Nord-Est de la Chine.                                                                     | Plus grande que S. e. asiatica, avec le bec plus long, les parties inférieures plus sombres et un peu de blanc au front et au sourcil.                                            | Synonyme de S. e. asiatica            |                                       |
| S. e. sakhalinensis Buturlin, 1916    | Sakhaline. | Bien plus petite que S. e. baicalensis, avec des parties supérieures un peu plus pâles et le front blanc. Bec court.                                                              | Synonyme de S. e. asiatica            |                                       |
| S. e. clara Stejneger, 1887           | Îles Kouriles du Sud et Hokkaidō (Japon). | Plus grande que S. e. asiatica, parties supérieures plus pâles et le front et le sourcil blancs plus marqués.                                                                     | Synonyme de S. e. asiatica            |                                       |
| S. e. takatsukasai Momiyama, 1931     | Îles Kouriles centrales. | Bec le plus fort de toutes les sous-espèces. Ventre très blanc, parties supérieures très grises, peu bleutées, front et sourcil blancs très marqués.                              | Synonyme de S. e. asiatica            |                                       |
| S. e. albifrons Taczanowski, 1882     | Nord-Est de la Russie et Îles Kouriles du Nord. | Grande, au bec fort, parties supérieures sombres, un peu de chamois au ventre. | Valide                                |                                       |
| S. e. amurensis Swinhoe, 1871         | Mandchourie extérieure, kraï du Primorie (Russie), Nord-Est de la Chine et Corée.                                                                   | Grande, au bec fort, parties supérieures plus sombres que S. e. baicalensis, peu de blanc ou pas du tout au front et au sourcil.                                                  | Valide                                |                                       |
| S. e. hondoensis Buturlin, 1916       | Honshū, Shikoku et Nord de Kyūshū (Japon). | Semblable à S. e. amurensis, mais parties supérieures légèrement plus pâles et plus bleues, front et sourcil blancs très visibles, bec légèrement plus petit.                     | Synonyme de S. e. amurensis           |                                       |
| S. e. roseillia Bonaparte, 1850       | Sud de Kyūshū. | Semblable à S. e. amurensis, mais parties supérieures plus sombres, bas de la poitrine et ventre plus teintés de roux.                                                            | Valide                                |                                       |
| S. e. bedfordi Ogilvie-Grant, 1909    | Corée du Sud, dont Jeju-do. | Semblable à S. e. amurensis, mais gorge et poitrine plus blanches et ventre plus chamois-orange sombre.                                                                           | Valide                                |                                       |
| S. e. seorsa Portenko, 1955           | Nord-Ouest de la Chine. | Comme S. e. asiatica mais légèrement plus grande, avec le blanc du front et du sourcil plus visibles, et le ventre chamois clair.                                                 | Valide                                |                                       |

## GroupeS. e. sinensis
Le groupe S. e. sinensis peuple le Sud et l'Est de la Chine ainsi que Taïwan. Les sous-espèces de ce groupe ont la poitrine et la gorge chamoisées.
| Sous-espèces du groupe S. e. sinensis | Sous-espèces du groupe S. e. sinensis | Sous-espèces du groupe S. e. sinensis                                                                               | Sous-espèces du groupe S. e. sinensis | Sous-espèces du groupe S. e. sinensis |
| Nom scientifique                      | Répartition                           | Description | Selon Simon Harrap (1996)             |                                       |
| ------------------------------------- | ------------------------------------- | --- | ------------------------------------- | ------------------------------------- |
| S. e. sinensis Verreaux, 1870         | Sud et Est de la Chine.               | Gorge et parties inférieures chamois clair, plus clair sur les côtés, et arrière des flancs rouge brique.           | Valide                                |                                       |
| S. e. formosana Buturlin, 1911        | Taïwan.                               | Comme S. e. sinensis mais plus petite, avec un bec plus long, des parties supérieures pâles et un front blanchâtre. | Synonyme de S. e. sinensis            |                                       |